# Дети мира
Де́ти ми́ра — одна из достопримечательностей Москвы, установленная в 1990 году в Парке Дружбы, расположенном по адресу Ленинградское шоссе 90, прямо возле станции метро «Речной вокзал». Скульптор — Антти Неувонен.

## История
Скульптор Антти Неувонен родился в 1937 году в общине Саари, которая в то время находилась в составе Выборгской губернии. В первую очередь знаменит благодаря своим природно-тематическим изображениям на финских монетах. В 1971 году стал лауреатом финской государственной премии изобразительного искусства за целый ряд абстрактных скульптур. Также Антти Неувонен — один из членов Ассоциации финских экспертов скульптуры и призёр многочисленных конкурсов.
Монумент «Дети мира» был подарен в ответ на композицию советского скульптора Олега Кирюхина «Мир во всём мире», подаренную в 1989 году городом Москвой и открытую 14 января 1990 года на улице Хаканиеменранта в Хельсинки. Решение об обмене скульптурными композициями было принято в 1984 году, когда Москва и Хельсинки отметили 30-летие установления дружественных отношений. «Дети мира» — видоизмененная частичная копия монумента «Дружба народов» (1983), запечатлевшего встречу деревенских жителей с их освободителями.

## Описание
Композиция памятника состоит их трёх фигур — матери, отца, держащего младенца на руках, и подростка. Вылитая из бронзы скульптура достаточно абстрактна, имеет несколько необычную фактуру. Установлен памятник на постаменте-лестнице, некогда на нём находилась соответствующая табличка.
Постамент создан архитекторами Воскресенским И. Н.  и Калмыковым Ю. В.